# Soklat
Soklat is een bestuurslaag in het regentschap Subang van de provincie West-Java, Indonesië. Soklat telt 12.982 inwoners (volkstelling 2010).